# Kreis Schönau
| Kreis Schönau                   | Kreis Schönau                                     |
| ------------------------------- | ------------------------------------------------- |
| Preußische Provinz              | Schlesien (1818–1919) Niederschlesien (1919–1932) |
| Regierungsbezirk                | Reichenbach (1818–1820) Liegnitz (1820–1932)      |
| Kreisstadt                      | Schönau an der Katzbach                           |
| Fläche                          | 349 km² (1910)                                    |
| Einwohner                       | 26.726 (1925)                                     |
| Bevölkerungsdichte              | 77 Einwohner/km² (1925)                           |
|                                 |                                                   |
| Lage des Kreises Schönau (1905) |                                                   |

Der Kreis Schönau war von 1818 bis 1932 ein Landkreis im Regierungsbezirk Liegnitz der preußischen Provinz Schlesien. Das Landratsamt war in der Stadt Schönau an der Katzbach. Das ehemalige Kreisgebiet gehört heute zu den polnischen Powiaten Jeleniogórski und Złotoryjski in der Woiwodschaft Niederschlesien.

## Verwaltungsgeschichte
Im Regierungsbezirk Reichenbach der preußischen Provinz Schlesien wurde zum 1. Januar 1818 aus dem Nordteil des Kreises Hirschberg der neue Kreis Schönau gebildet. Nach der Auflösung des Regierungsbezirks Reichenbach trat der Kreis Schönau am 1. Mai 1820 zum Regierungsbezirk Liegnitz.
Seit dem 1. Juli 1867 gehörte der Kreis zum Norddeutschen Bund und ab dem 1. Januar 1871 zum Deutschen Reich. Am 8. November 1919 wurde die Provinz Schlesien aufgelöst und aus den Regierungsbezirken Breslau und Liegnitz die neue Provinz Niederschlesien gebildet.
Am 30. September 1928 wurden entsprechend der Entwicklung im übrigen Freistaat Preußen alle Gutsbezirke aufgelöst und benachbarten Landgemeinden zugeteilt. Zum 1. Oktober 1932 wurde der Kreis Schönau aufgelöst:
- Die Landgemeinden Ketschdorf und Seitendorf kamen zum Kreis Jauer
- Die Stadt Kupferberg sowie die Landgemeinden Boberstein, Dreschburg, Eichberg, Jannowitz, Kammerswaldau, Maiwaldau, Nieder Berbisdorf, Ober Berbisdorf, Rohrlach, Schildau, Seiffersdorf und Waltersdorf kamen zum Kreis Hirschberg
- Die Stadt Schönau an der Katzbach und alle übrigen Gemeinden kamen zum Kreis Goldberg.[6][7]

## Einwohnerentwicklung
| Jahr | Einwohner | Quelle |
| ---- | --------- | ------ |
| 1819 | 23.659    | [ 8 ]  |
| 1846 | 27.636    | [ 9 ]  |
| 1871 | 26.082    | [ 10 ] |
| 1885 | 24.928    | [ 11 ] |
| 1900 | 24.252    | [ 1 ]  |
| 1910 | 26.020    | [ 1 ]  |
| 1925 | 26.726    | [ 2 ]  |

## Landräte
1818–185700Wilhelm von Zedlitz-Neukirch
1857–189200Deodatus von Hoffmann
1892–189600Georg von Zedlitz-Neukirch
1896–190300Wilhelm Ernst von Zedlitz-Neukirch
1903–192100Horst Arthur von Wolff
1921–192500Ludwig Schröter
1925–193200Kurt Dreschhoff

## Gemeinden
Der Kreis Schönau umfasste zuletzt zwei Städte und 32 Landgemeinden:
- Alt Schönau
- Boberstein
- Dreschburg
- Eichberg
- Herrmannswaldau
- Hohenliebenthal
- Jannowitz
- Johnsdorf
- Kammerswaldau
- Kauffung
- Ketschdorf
- Klein Helmsdorf
- Konradswaldau
- Kupferberg, Stadt
- Ludwigsdorf
- Maiwaldau
- Neukirch
- Nieder Berbisdorf
- Nieder Falkenhain
- Ober Berbisdorf
- Ober Mittel Falkenhain
- Polnisch Hundorf
- Ratschin
- Reichwaldau
- Rohrlach
- Rosenau
- Röversdorf
- Schildau
- Schönau an der Katzbach, Stadt
- Schönwaldau
- Seiffersdorf
- Seitendorf
- Tiefhartmannsdorf
- Waltersdorf

Die Gemeinde Rodeland wurde am 5. Oktober 1920 nach Ketschdorf eingemeindet. Die Gemeinden Nieder Röversdorf und Ober Röversdorf wurden am 1. April 1929 zur Gemeinde Röversdorf zusammengeschlossen.